# Гуджефа II
Гуджефа II — імовірний єгипетський фараон з III династії, чиє ім’я зустрічається у Туринському списку. 